# 七步镇
七步镇，是中华人民共和国福建省宁德市周宁县下辖的一个乡镇级行政单位，境内的九龙漈景区为国家4A级旅游景区。

## 行政区划
七步镇下辖以下地区：
七步村、登科地村、龙溪村、八蒲村、岭头村、梧柏洋村、桐岔村、象运村、苏家山村、柿洋村、郭洋村、后洋村、宅头村、官洋村、坑源底村、徐家山村、溪头村、洋头村、竹下村和黄家山村。